# Voleibol nos Jogos Olímpicos de Verão de 2000
O voleibol nos Jogos Olímpicos de Verão de 2000 foi realizado na cidade de Sydney na Austrália, tendo como campeões a Iugoslávia no masculino e Cuba no feminino.

## Eventos
Dois eventos da modalidade distribuíram medalhas nos Jogos:
- Torneio masculino (12 equipes)
- Torneio feminino (12 equipes)

## Qualificação
Foi permitido para cada Comitê Olímpico Nacional (CON) competir com apenas um time em cada torneio (masculino e feminino). Como país-sede, a Austrália teve garantida uma vaga em cada um dos torneios.
Masculino
| Torneio de qualificação           | Data                                 | Sede               | Vagas | Qualificados   |  |
| --------------------------------- | ------------------------------------ | ------------------ | ----- | -------------- |  |
| País-sede                         | 24 de setembro de 1993               | Monte Carlo        | 1     | Austrália      |  |
| Copa do Mundo de 1999             | 18 de novembro–2 de dezembro de 1999 | Japão              | 3     | Rússia         |  |
| Copa do Mundo de 1999             | 18 de novembro–2 de dezembro de 1999 | Japão              | 3     | Cuba           |  |
| Copa do Mundo de 1999             | 18 de novembro–2 de dezembro de 1999 | Japão              | 3     | Itália         |  |
| Pré-Olímpico da América do Sul    | 7–9 de janeiro de 2000               | São Caetano do Sul | 1     | Brasil         |  |
| Pré-Olímpico da América do Norte  | 5–8 de janeiro de 2000               | Winnipeg           | 1     | Estados Unidos |  |
| Pré-Olímpico da África            | 25–30 de janeiro de 2000             | Cairo              | 1     | Egito          |  |
| Pré-Olímpico da Europa            | 3–9 de janeiro de 2000               | Katowice           | 1     | Iugoslávia     |  |
| Pré-Olímpico da Ásia e da Oceania | 27–29 de dezembro de 1999            | Xangai             | 1     | Coreia do Sul  |  |
| Qualificatório Mundial            | 21–23 de julho de 2000               | Matosinhos         | 1     | Argentina      |  |
| Qualificatório Mundial            | 24–26 de julho de 2000               | Piraeus            | 1     | Espanha        |  |
| Qualificatório Mundial            | 25–27 de julho de 2000               | Castelnau-le-Lez   | 1     | Países Baixos  |  |
| Total                             |                                      |                    | 12    |                |  |

Feminino
| Torneio de qualificação           | Data                     | Sede        | Vagas | Qualificados   |  |
| --------------------------------- | ------------------------ | ----------- | ----- | -------------- |  |
| País-sede                         | 24 de setembro de 1993   | Monte Carlo | 1     | Austrália      |  |
| Copa do Mundo de 1999             | 2–16 de novembro de 1999 | Japão       | 3     | Cuba           |  |
| Copa do Mundo de 1999             | 2–16 de novembro de 1999 | Japão       | 3     | Rússia         |  |
| Copa do Mundo de 1999             | 2–16 de novembro de 1999 | Japão       | 3     | Brasil         |  |
| Pré-Olímpico da América do Sul    | 4–6 de janeiro de 2000   | Lima        | 1     | Peru           |  |
| Pré-Olímpico da América do Norte  | 5–8 de janeiro de 2000   | Lakeland    | 1     | Estados Unidos |  |
| Pré-Olímpico da África            | 16–20 de janeiro de 2000 | Nairóbi     | 1     | Quênia         |  |
| Pré-Olímpico da Europa            | 4–9 de janeiro de 2000   | Bremen      | 1     | Alemanha       |  |
| Pré-Olímpico da Ásia e da Oceania | 17–25 de junho de 2000   | Tóquio      | 1     | Coreia do Sul  |  |
| Qualificatório Mundial            | 17–25 de junho de 2000   | Tóquio      | 1     | Itália         |  |
| Qualificatório Mundial            | 17–25 de junho de 2000   | Tóquio      | 1     | Croácia        |  |
| Qualificatório Mundial            | 17–25 de junho de 2000   | Tóquio      | 1     | China          |  |
| Total                             |                          |             | 12    |                |  |

## Medalhistas
A Iugoslávia foi campeã olímpico de voleibol masculino pela primeira vez, derrotando a Rússia na final. A Itália ganhou o bronze frente à Argentina. No feminino, Cuba superou as russas para ganhar a medalha de ouro e seu terceiro título consecutivo no torneio, enquanto a seleção do Brasil foi bronze ao derrotar os Estados Unidos.
| Evento             | Ouro | Prata | Bronze |
| ------------------ | --- | --- | --- |
| Masculino detalhes | Vladimir Batez Slobodan Boškan Andrija Gerić Nikola Grbić Vladimir Grbić Slobodan Kovač Đula Mešter Vasa Mijić Ivan Miljković Goran Vujević Igor Vušurović Veljko Petković YUG Iugoslávia | Igor Shulepov Valery Goryushev Aleksandr Gerasimov Roman Yakovlev Aleksey Kazakov Vadim Khamuttskikh Aleksey Kuleshov Yevgeny Mitkov Ruslan Olikhver Ilya Savelyev Sergey Tetyukhin Konstantin Ushakov RUS Rússia               | Alessandro Fei Andrea Gardini Andrea Giani Andrea Sartoretti Luigi Mastrangelo Marco Bracci Marco Meoni Mirko Corsano Paolo Tofoli Pasquale Gravina Samuele Papi Simone Rosalba ITA Itália |
| Feminino detalhes  | Ana Fernández Marlenis Costa Mireya Luis Mirka Francia Regla Bell Regla Torres Taismary Agüero Yumilka Ruiz Zoila Barros Idalmis Gato Lilia Izquierdo Marta Sánchez CUB Cuba              | Anastasiya Belikova Yelizaveta Tishchenko Inessa Sargsyan Lioubov Sokolova Nataliya Morozova Olga Potashova Tatyana Gracheva Yekaterina Gamova Yelena Godina Yelena Tyurina Yelena Vasilevskaya Yevgeniya Artamonova RUS Rússia | Elisângela Oliveira Érika Coimbra Hélia Souza Janina Conceição Karin Rodrigues Kátia Lopes Kely Fraga Leila Barros Raquel da Silva Ricarda Lima Virna Dias Walewska Oliveira BRA Brasil    |

## Quadro de medalhas do voleibol
| Ordem | País           | Medalha de ouro | Medalha de prata | Medalha de bronze | Total |
| ----- | -------------- | --------------- | ---------------- | ----------------- | ----- |
| 1     | CUB Cuba       | 1               | 0                | 0                 | 1     |
| 1     | YUG Iugoslávia | 1               | 0                | 0                 | 1     |
| 3     | RUS Rússia     | 0               | 2                | 0                 | 2     |
| 4     | BRA Brasil     | 0               | 0                | 1                 | 1     |
| 4     | ITA Itália     | 0               | 0                | 1                 | 1     |